# Skåre, Trelleborgs kommun

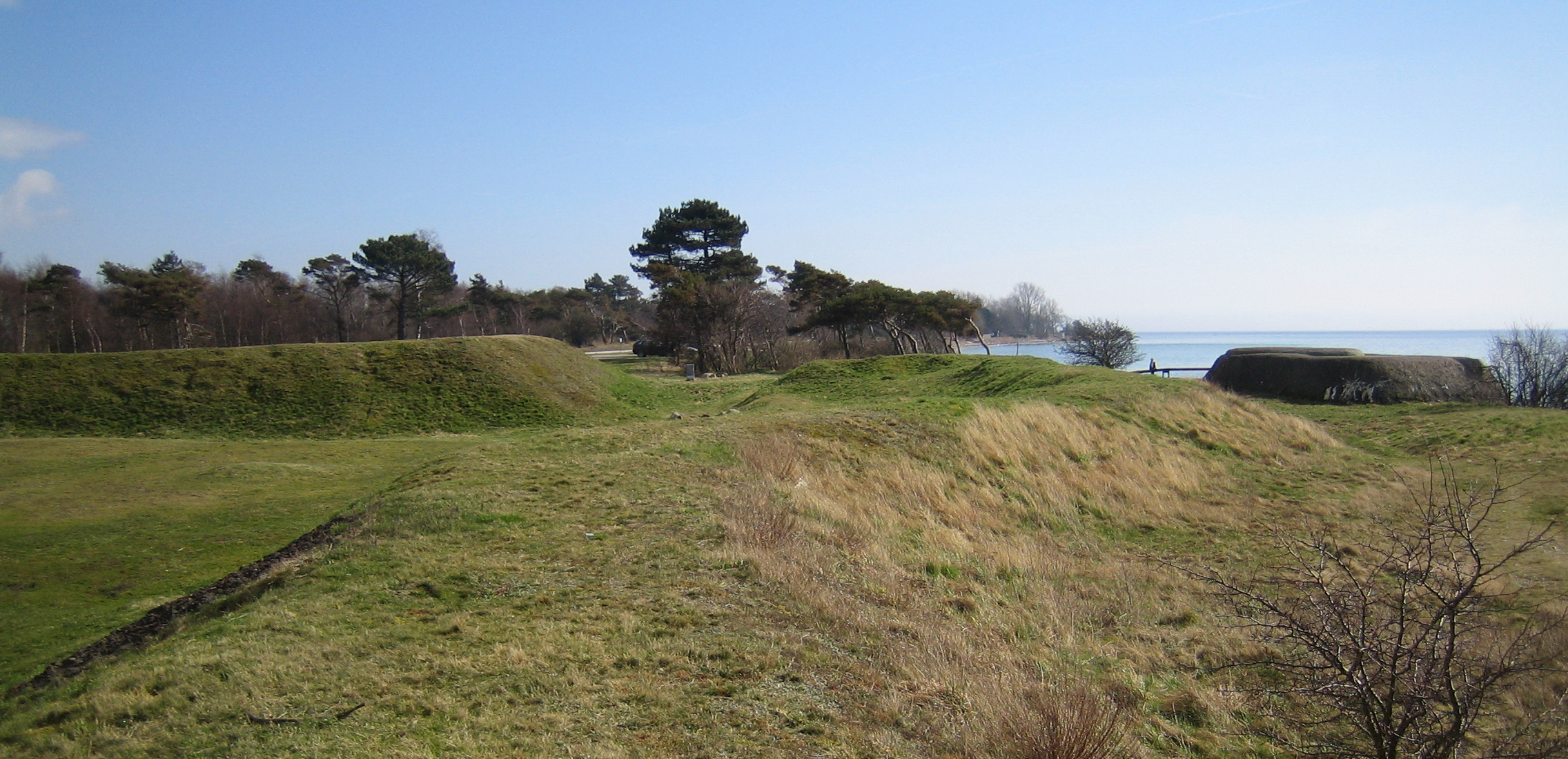
Skåre skansar

Skåre är en småort i Maglarps socken  i Trelleborgs kommun. Orten är belägen på Söderslätt cirka sex kilometer väster om Trelleborg.

## Historik
Skåre omtalas i skriftliga källor på 1500-talet som Skaare, då Kristian III år 1536 förbjuder utländska handelsmän att salta sill i Trelleborg. Med Skaare menas sannolikt den naturhamn som bildas mellan Skårerevet och Stavstensrevet. Naturhamnen är den enda på den skånska sydkusten med ett djup av 1,8 meter ända in till cirka 10 meter från stranden. Botten är stenfri och slät med sandstrand.
Hamnen utnyttjats av Hansan under medeltidens sillfiske, Skånemarknaden, då den tidens lastbåt, den flatbottnade koggen, kunde ankra nära land. Skepp för ankar har också kunnat ligga skyddade för vindar från tre väderstreck. Det var också här som Karl XII landsteg efter sin resa från Bender i Turkiet. Prosten Johan Behring i Maglarp skriver år 1729:ett lijtet Fiskeleije Skare kallad, hvarest Hans Majest...Carl XII anlände ifrån Stralsund A:o 1715 i Dec. En minnessten upprestes av landshövdingen Carl Adlerfelt år 1768, femtio år efter kungens död. Den restes ungefär 1 km längre österut på det som idag är Trelleborgs Golfklubb, alldeles intill Stavsten, som är en bautasten som troligen är ett sjömärke från förhistorisk tid. Men landstigning här är då liksom idag omöjlig på grund av det långsträckta Stavstensrevet. En korrigering av Adlerfelts sten finns nu i form av en minnesplatta som anbringats på Skåre Byalags hus i Skåre hamn.
Skårebukten omnämns år 1687, på Buhrmans kustkarta, som Skååre hambn och utgjorde uppenbarligen en svag punkt i försvaret av Skåne.
Redan år 1644 beskrivs i Johan Månssons Siö-Book inseglingen till naturhamnen vid Skåre: "Till Skårbohamn äro märken at inlöpa: När Trelleborgs och Kyrkeköpinge Kyrkotorn äro bägge i linje överens då är man rätt utanför hamnen och seglas Nord in emellan 2 uddar, är en liten bokt för små skutor, men hel öpen för sydel. windar; från uddarna äro utsstickande ref å båda sidor 2 Cabellängder til sjös, det ena från udden af Skårebogård, det andra från Stafstensudden, bägge S.S.W utsträckandes..."  
På eftersommaren och hösten 1717 byggdes en cirka 800 meter lång försvarsvall försedd med tre bastioner och två batteriplatser för artilleriet. Redan under danska tiden fanns det emellertid en försvarsanläggning på platsen. Resterna av en gammal skans omtalas vid en rekognoscering av fortifikationsofficeren David Zengerlein år 1713.
Hamnen byggdes ut med statliga medel på 1930-talet.

## Samhället
Skåre har en blandning av äldre hus i den gamla bykärnan och nyare villor som byggts väster om denna.
I centrum av hamnen finns inbyggt en försvarsanläggning från andra världskriget. Hela försvarsanläggningen uppfördes på Järavallen, Littorinahavets strandvall. 
Naturhamnen Skåre benämns också Holled av skåreborna och är idag badplats försedd med en badbrygga.